# 흰가시대서양가시쥐
흰가시대서양가시쥐(Trinomys albispinus)는 가시쥐과에 속하는 남아메리카 설치류이다. 브라질의 토착종이다.

## 특징
흰가시대서양가시쥐는 가장 작은 가시쥐의 하나로 머리부터 몸까지 길이가 15~21cm, 꼬리 길이가 12~18cm이다. 몸무게는 120~230g이다. 상체와 옆구리의 털은 황갈색과 담황색을 띠며, 좀더 희미한 색의 가시가 산재해 있다.(그러나 보통 순백색은 아니다.) 꼬리 아랫면을 포함하여 하체는 희다. 암컷은 1월과 6월 사이에 임신을 하며, 최대 4마리까지 새끼를 낳는다.

## 분포 및 서식지
흰가시대서양가시쥐는 브라질 동부의 세르지피주와 바이아주의 비교적 작은 지역에서 발견된다. 다른 가시쥐와 비교하여 비교적 건조한 기후 지역에 적응해 발달했으며, 분포 지역은 탈락성 나무와 선인장 그리고 기타 여러 식물들이 섞인 반건조 카팅가 숲이 지배적이다.

## 아종
분포 지역의 서로 다른 지역에서 3종의 아종이 알려져 있다.
- T. a. albispinus - 남부 해안 지역
- T. a. minor - 내륙 지역
- T. a. sertonius - 북부 해안 지역